# Região Geográfica Imediata de Palmeira dos Índios
A Região Geográfica Imediata de Palmeira dos Índios é uma das 11 regiões geográficas imediatas do estado brasileiro de Alagoas e uma das 509 regiões imediatas do Brasil, criadas pelo Instituto Brasileiro de Geografia e Estatística (IBGE) em 2017.